# Kamersymfonie nr. 3 (Weinberg)
Mieczysław Weinberg voltooide zijn Kamersymfonie nr. 2 in 1991. Het werk grijpt grotendeels terug op zijn Strijkkwartet nr. 5 uit 1945.
Deze kamersymfonie is wederom geschreven voor alleen een strijkorkest en dit maal in tegenstelling tot kamersymfonie nr. 2 zonder pauken. De toevoeging "kamer" werkte misleiding is de hand, want al eerder schreef Weinberg symfonieën alleen voor strijkinstrumenten, zonder die een kamersymfonie te noemen. Bij nadere analyses door de biograaf van Weinberg, kwam men erachter dat de kamersymfonieën 1, 2 en 3 grotendeels waren gebaseerd op eerder geschreven strijkkwartetten. 
Deze kamersymfonie kent voorts een vierdelige opbouw zoals bij een “normale” symfonie, de delen duren ongeveer even lang:
- Lento
- Allegro
- Adagio
- Andantino.

Weinberg had destijds in Vladimir Fedoseyev een bijna vaste vertegenwoordiger op het concertpodium. De dirigent Fedoseyev, vriend van de componist, gaf dan ook de première van dit werk op 19 november 1991, hij gaf leiding aan het Radiosymfonieorkest van de Sovjet-Unie in de grote concertzaal van het Conservatorium van Moskou. 